# Robert Walmsley
Sir Robert Walmsley, KCB, FREng, FIEE, FIET (* 1. Februar 1941 in Aberdeen; † 4. August 2022 in East Dennis, Massachusetts) war ein britischer Seeoffizier der Royal Navy und Wirtschaftsmanager, der zuletzt als Vizeadmiral (Vice-Admiral) zwischen 1994 und 1996 Controller der Marine (Controller of the Navy) war. Er fungierte zwischen 1996 und 2003 im Verteidigungsministerium des Vereinigten Königreichs als Chef der Beschaffung der Verteidigung (Chief of Defence Procurement) und zugleich von 1999 bis 2003 Leiter der Agentur für die Beschaffung von Verteidigungsgütern (Defence Procurement Agency).

## Leben

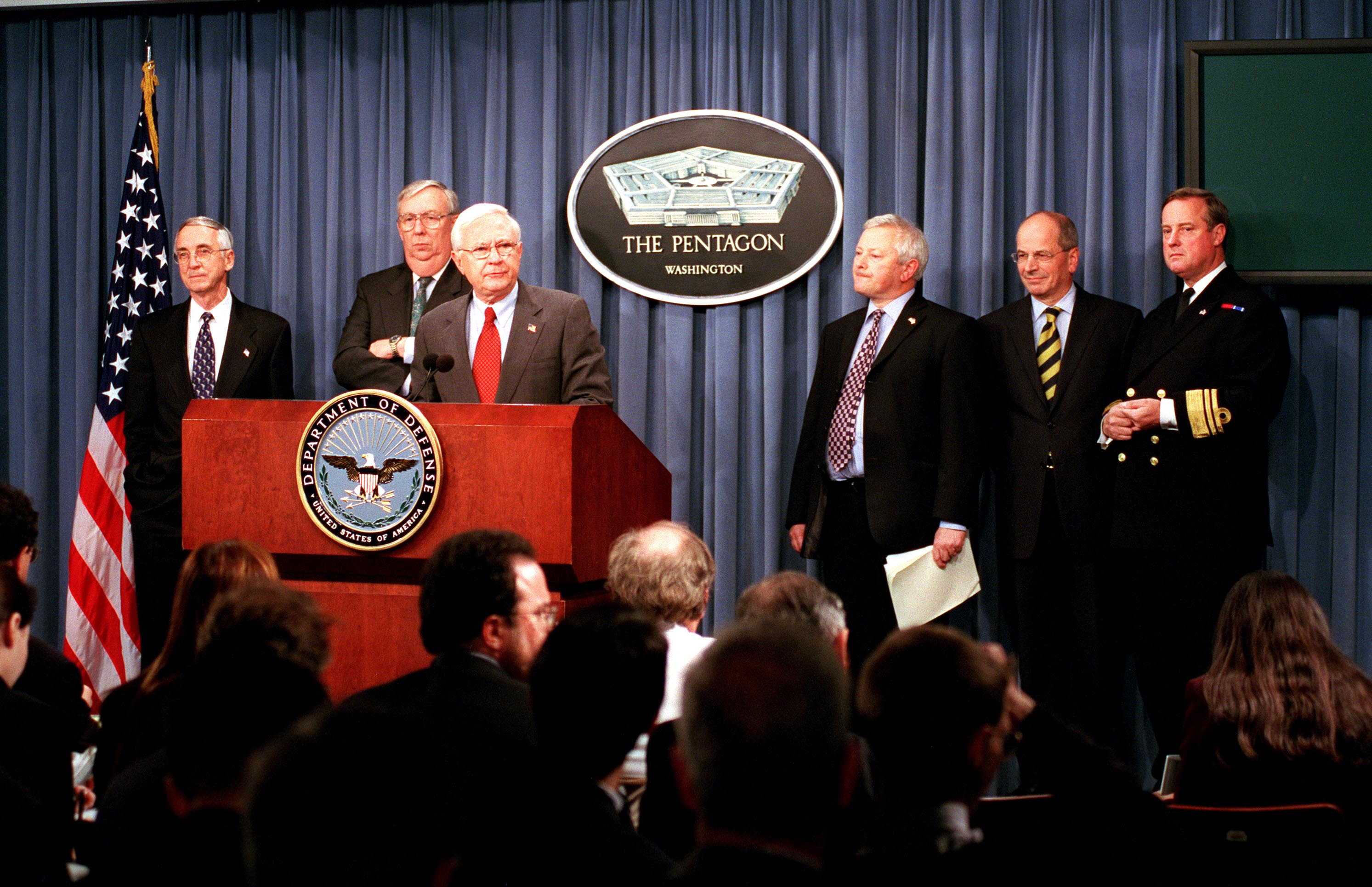
Sir Robert Walmsley (Zweiter von rechts) bei einer Pressekonferenz im Verteidigungsministerium der Vereinigten Staaten (26. Oktober 2001).

Robert Walmsley, Sohn des Anatomieprofessors Robert Walmsley und der Ärztin Isabel Mary Walmsley sowie Neffe des Anatomieprofessors Thomas Walmsley, trat nach dem Besuch des renommierten Fettes College 1958 in die Royal Navy (RN) ein und absolvierte eine Erstausbildung am Britannia Royal Naval College (BRNC) in Dartmouth. 1959 begann er ein Maschinenbaustudium am Queens’ College der University of Cambridge, das er 1962 mit einem Master of Science (MSc) beendete. Im Anschluss fand er eine Reihe von Verwendungen als Seeoffizier, hauptsächlich auf U-Booten, wo er sein Fachwissen im Bereich Kernenergieantrieb ausbaute. Während seiner Marinekarriere war er zeitweise Vorsitzender des Gremiums für Kerntechniksicherheit der Marine (Naval Nuclear Technical Safety Panel) und war von 1987 bis 1989 als Kapitän zur See (Captain) im Marinestab Direktor für operative Anforderung (Director of Operational Requirements), ehe er als Konteradmiral (Rear-Admiral) zwischen 1989 und 1991 Generaldirektor für U-Boote (Director General, Submarines) war. Er fungierte zwischen 1991 und 1994 als Assistierender Chef des Verteidigungsstabes für Kommunikations-, Führungs-, Kontroll- und Informationssysteme (Assistant Chief of the Defence Staff for Communications, Command, Control and Information Systems). 
Im Mai 1994 wurde Walmsley Vizeadmiral (Vice-Admiral) und löste Vizeadmiral Sir Kenneth Eaton als Controller der Marine (Controller of the Navy) ab und bekleidete dieses Amt bis April 1996, woraufhin Konteradmiral Frederick Scourse sein kommissarischer Nachfolger wurde. Am 17. Juni 1995 wurde er zum Knight Commander des militärischen Zweiges des Order of the Bath (KCB (Mil)) geschlagen, so dass er fortan den Namenszusatz „Sir“ führte.

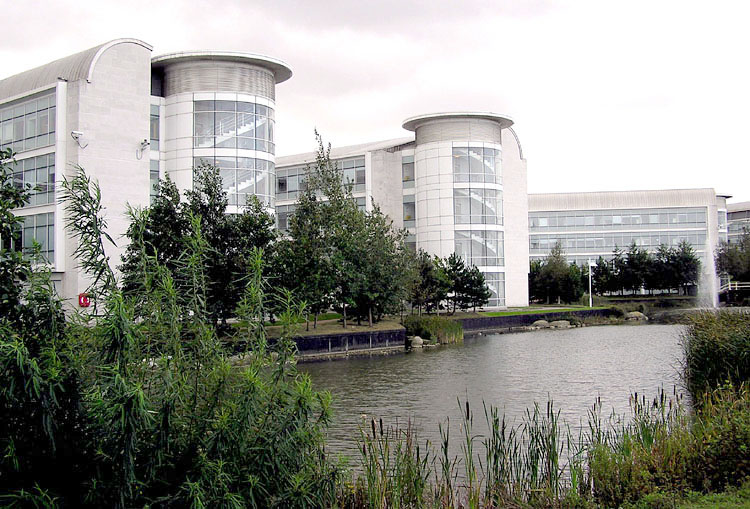
Sir Robert Walmsley war zwischen 1999 und 2003 erster Leiter der neu geschaffenen Agentur für die Beschaffung von Verteidigungsgütern (Defence Procurement Agency).

Am 1. Mai 1996 wurde Sir Robert Walmsley Nachfolger von Sir Malcolm McIntosh im Verteidigungsministerium des Vereinigten Königreichs Chef der Beschaffung der Verteidigung (Chief of Defence Procurement) und hatte diesen Posten bis zum 1. Mai 2003 inne, woraufhin Vizeadmiral Sir Peter Spencer seine Nachfolge antrat. Am 1. April 1999 wurde er zugleich Leiter der neu geschaffenen Agentur für die Beschaffung von Verteidigungsgütern (Defence Procurement Agency) und behielt auch diese Funktion bis zu seiner Ablösung durch Vizeadmiral Sir Peter Spencer am 1. Mai 2003. 1998 wurde er Fellow der Royal Academy of Engineering (FREng). Er war des Weiteren auch Fellow des Institution of Electrical Engineers (FIEE) sowie des Institution of Engineering and Technology (FIET). Am 1. Oktober 2001 wurde er außerdem Ehrenoberst (Honorary Colonel) des zur Territorialarmee gehörenden 71 (Yeomanry) Signal Regiment (Volunteers) und behielt diesen Posten bis zu seiner Ablösung durch Brigadegeneral (Brigadier) C. L. Le Gallais, CBE am 16. Oktober 2007. 2002 verlieh ihm die Cranfield University einen Ehrendoktor.
Nach seinem Ausscheiden aus dem aktiven Militärdienst übernahm Walmsley zahlreiche Funktionen in der Rüstungsindustrie sowie anderen Unternehmen und wurde im Mai 2004 Vorstandsmitglied von General Dynamics. Er war ferner zwischen Mai 2004 und dem 20. Januar 2009 Mitglied des Aufsichtsrates der EDO Corporation und wurde am 27. Februar 2006 Mitglied des Aufsichtsrates von Cohort plc sowie im Januar 2009 Aufsichtsratsmitglied von Ultra Electronics. Darüber hinaus fungierte er zeitweise als Seniorberater des Anlagenbaukonzerns Fluor Corporation.
Aus seiner ersten 1967 geschlossenen und 2009 geschiedenen Ehe mit Christina Melvill gingen ein Sohn und zwei Töchter hervor, darunter Emma Walmsley, Chief Executive Officer (CEO) des Pharmaherstellers GlaxoSmithKline. Sie gilt als die erste Frau an der Spitze eines globalen Pharmakonzerns und belegt laut der Zeitschrift Forbes Platz 17 auf der Liste der mächtigsten Frauen der Welt. 2010 heiratete Sir Robert Walmsley in zweiter Ehe Alexandra Ashbourne.